# Sci alpino ai XV Giochi olimpici invernali - Supergigante femminile
Tra le competizioni dello sci alpino ai XV Giochi olimpici invernali di Calgary 1988 il supergigante femminile si disputò lunedì 22 febbraio sulla pista Ladies' Olympic Super G di Nakiska; l'austriaca Sigrid Wolf vinse la medaglia d'oro, la svizzera Michela Figini quella d'argento e la canadese Karen Percy quella di bronzo. Fu la prima gara di supergigante femminile disputata nella storia dello sci alpino ai Giochi olimpici.
La campionessa mondiale in carica era la svizzera Maria Walliser, vincitrice a Crans-Montana 1987 davanti alla Figini e alla jugoslava Mateja Svet.

## Risultati
| Pos. | Pett. | Atleta                 | Nazione                 | Tempo   | Distacco |
| ---- | ----- | ---------------------- | ----------------------- | ------- | -------- |
| 1    | 12    | Sigrid Wolf            | Austria                 | 1:19,03 |          |
| 2    | 5     | Michela Figini         | Svizzera                | 1:20,03 | +1,00    |
| 3    | 15    | Karen Percy            | Canada                  | 1:20,29 | +1,26    |
| 4    | 3     | Regine Mösenlechner    | Germania Ovest          | 1:20,33 | +1,30    |
| 5    | 11    | Anita Wachter          | Austria                 | 1:20,36 | +1,33    |
| 6    | 6     | Maria Walliser         | Svizzera                | 1:20,48 | +1,45    |
| 7    | 14    | Zoë Haas               | Svizzera                | 1:20,91 | +1,88    |
| 7    | 18    | Michaela Marzola       | Italia                  | 1:20,91 | +1,88    |
| 9    | 7     | Edith Thys             | Stati Uniti             | 1:20,93 | +1,90    |
| 10   | 4     | Michaela Gerg          | Germania Ovest          | 1:20,98 | +1,95    |
| 10   | 16    | Christa Kinshofer      | Germania Ovest          | 1:20,98 | +1,95    |
| 12   | 21    | Carole Merle           | Francia                 | 1:21,01 | +1,98    |
| 13   | 22    | Laurie Graham          | Canada                  | 1:21,11 | +2,08    |
| 13   | 13    | Marina Kiehl           | Germania Ovest          | 1:21,11 | +2,08    |
| 15   | 17    | Elisabeth Kirchler     | Austria                 | 1:21,16 | +2,13    |
| 16   | 2     | Catherine Quittet      | Francia                 | 1:21,48 | +2,45    |
| 17   | 10    | Brigitte Oertli        | Svizzera                | 1:21,56 | +2,53    |
| 18   | 19    | Debbie Armstrong       | Stati Uniti             | 1:21,87 | +2,84    |
| 19   | 35    | Lucie Laroche          | Canada                  | 1:21,95 | +2,92    |
| 20   | 8     | Mateja Svet            | Jugoslavia              | 1:21,96 | +2,93    |
| 21   | 9     | Blanca Fernández Ochoa | Spagna                  | 1:22,04 | +3,01    |
| 22   | 23    | Claudine Emonet        | Francia                 | 1:22,05 | +3,02    |
| 23   | 20    | Kerrin Lee-Gartner     | Canada                  | 1:22,11 | +3,08    |
| 24   | 29    | Emi Kawabata           | Giappone                | 1:22,24 | +3,21    |
| 25   | 1     | Sylvia Eder            | Austria                 | 1:22,39 | +3,36    |
| 26   | 25    | Hilary Lindh           | Stati Uniti             | 1:23,11 | +4,08    |
| 27   | 32    | Veronika Šarec         | Jugoslavia              | 1:23,17 | +4,14    |
| 28   | 38    | Kate Rattray           | Nuova Zelanda           | 1:23,48 | +4,45    |
| 29   | 26    | Ľudmila Milanová       | Cecoslovacchia          | 1:23,92 | +4,89    |
| 30   | 34    | Sachiko Yamamoto       | Giappone                | 1:24,32 | +5,29    |
| 31   | 30    | Wendy Lumby            | Regno Unito             | 1:24,36 | +5,33    |
| 32   | 27    | Kristin Krone          | Stati Uniti             | 1:24,51 | +5,48    |
| 33   | 33    | Ainhoa Ibarra          | Spagna                  | 1:24,70 | +5,67    |
| 34   | 41    | Mihaela Fera           | Romania                 | 1:25,55 | +6,52    |
| 35   | 36    | Clare Booth            | Regno Unito             | 1:26,27 | +7,24    |
| 36   | 43    | Carolina Birkner       | Argentina               | 1:28,42 | +9,39    |
| 37   | 39    | Carolina Eiras         | Argentina               | 1:29,87 | +10,84   |
| 38   | 40    | Claudina Rossel        | Andorra                 | 1:30,78 | +11,75   |
| 39   | 44    | Mariela Vallecillo     | Argentina               | 1:33,49 | +14,46   |
| 40   | 42    | Sandra Grau            | Andorra                 | 1:33,65 | +14,62   |
| 41   | 47    | Astrid Steverlynck     | Argentina               | 1:36,51 | +17,48   |
|      | 24    | Cathy Chedal           | Francia                 | DNF     | DNF      |
|      | 37    | Jacqueline Vogt        | Liechtenstein           | DNF     | DNF      |
|      | 45    | Fiamma Smith           | Guatemala               | DNF     | DNF      |
|      | 46    | Thomai Lefousi         | Grecia                  | DSQ     | DSQ      |
|      | 48    | Seba Johnson           | Isole Vergini Americane | DSQ     | DSQ      |
|      | 28    | Lucia Medzihradská     | Cecoslovacchia          | DNS     | DNS      |
|      | 31    | Lenka Kebrlová         | Cecoslovacchia          | DNS     | DNS      |

Legenda:

DNF = prova non completata

DSQ = squalificato

DSS = non partita

Pos. = posizione

Pett. = pettorale
Ore: 11.37 (UTC-7)

Pista: Ladies' Olympic Super G (North Axe)

Partenza: 2 039 m s.l.m.

Arrivo: 1 532 m s.l.m.

Lunghezza: 1 943 m

Dislivello: 507 m

Porte: 39

Tracciatore: John Lyons (Canada)